# Strana nezávislosti Spojeného království
Strana nezávislosti Spojeného království (anglicky United Kingdom Independence Party, UKIP) je konzervativní a euroskeptická politická strana ve Spojeném království, která se nachází na pravé straně politického spektra; vznikla v roce 1993. V září roku 2016 byla vůdkyní strany zvolena Diane Jamesová, která ale po 18 dnech rezignovala. Novým lídrem strany byl posléze zvolen historik a její dlouholetý místopředseda Paul Nuttall. Od 14. dubna 2018 vede stranu Gerard Batten.

## Politický program
Primární politikou strany je vystoupení Spojeného království z Evropské unie. Její dřívější vedoucí představitel Nigel Farage kritizoval unii za nedemokratický postup při schválení Lisabonské smlouvy, ekonomický intervencionismus a touhu vytvořit federální stát a potlačit národní státy a roli jejich parlamentů.
- Liberální demokracie a svoboda projevu se nesmí omezovat;
- snížení byrokracie;
- radikální snížení daní;
- právo národů na sebeurčení;
- vystoupení z Evropské unie;
- decentralizace.

## Lídři strany
- Alan Sked: 1993–1997
- Craig Mackinlay: 1997

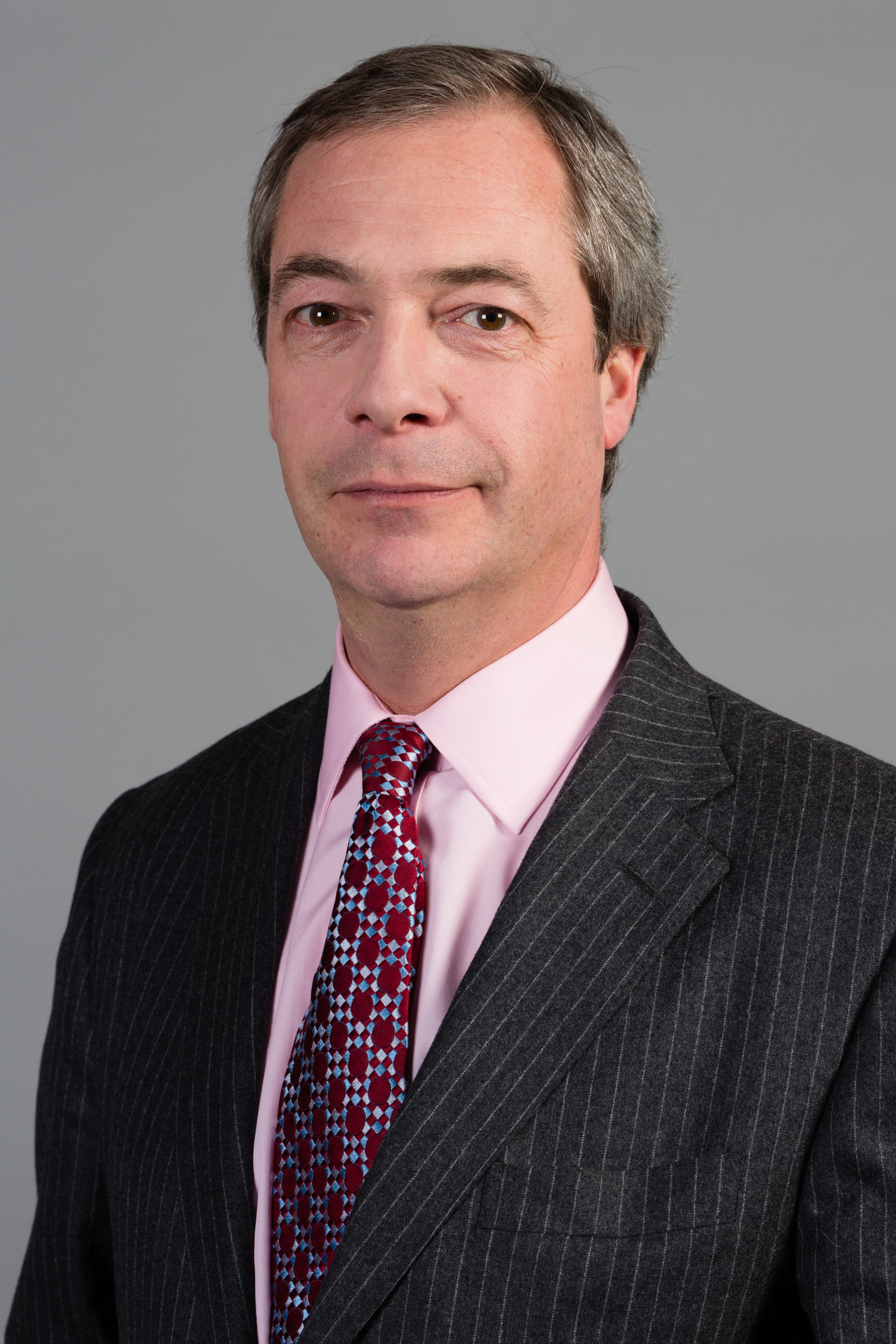
Bývalý předseda strany Nigel Farage

- Michael Holmes: 1997–2000 (poslanec Evropského parlamentu od roku 1999 dále)
- Jeffrey Titford: 2000–2002 (poslanec Evropského parlamentu)
- Roger Knapman: 2002–2006 (poslanec Evropského parlamentu od roku 2004)
- Nigel Farage: 2006–2009 (poslanec Evropského parlamentu)
- Lord Pearson of Rannoch: 2009–2010
- Jeffrey Titford: 2010
- Nigel Farage: 2010–2016
- Diane Jamesová: 2016–2016 (18 dní ve funkci)[4]
- Paul Nuttall: 2016–2017
- Gerand Batten: 2018–2019
- Richard Braine: 2019–

## Evropský parlament
Stoupající popularita strany a identifikace občanů s odmítáním Evropské unie jako politické unie, v níž Spojené království ztrácí svoji suverenitu, bylo mimo jiné vidět na volbách do Evropského parlamentu v roce 2009, kde strana se 16,5 % hlasů skončila druhá za konzervativci, a získala tak v parlamentu 13 ze 74 britských mandátů. V těchto volbách měla větší podporu voličů než liberální demokraté i vládnoucí labouristé.
V roce 2014 volby do Evropského parlamentu strana vyhrála.

## Kauzy
Během bouřlivé zimy v letech 2013/2014 bylo Spojené království postiženo rozsáhlými povodněmi. Přeběhlík z Konzervativní strany David Silvester prohlásil, že jde o trest za schválení stejnopohlavního manželství. Následně byl odvolán ze všech stranických funkcí.
V prosinci 2018 stranu opustil stranu Nigel Farage. Důvodem bylo, že strana angažovala Tommy Robinsona. Strana následně opustila frakci Evropa svobody a přímé demokracie v Evropském parlamentu.